# Vodikov jodid
Je jedki, negorljiv, brezbarven plin z ostrim vonjem. Ob izdelavi je brezbarven ob izpostavljanju svetlobi ali zraku pa se hitro spremeni v rumeno rjavo barvo. 

## Identifikacija snovi ali pripravka:
Identifikacija snovi ali pripravka: 
V nasprotju  ostalimi spojinami vodika s halogeni je vodikov jodid zelo nestabilen in deloma razpade v elemente že pri zmerno visokih temperaturah. Vodikov jodid je kislina, soli so jodidi.
 Uporaba snovi ali pripravka:
Se uporablja predvsem za proizvodnjo jodovodikove kisline ter za pripravo organskih ter anorganskih jodidov. Uporablja se tudi kot reducer.

## Ugotovitve o nevarnih lastnostih:
Napotki za nevarnost:

## Ukrepi za prvo pomoč:
Vdihovanje
Vdihovanje je škodljivo, lahko pride do zastrupitve ter do pljučnega edema kar je lahko smrtno.   V primeru vdihovanja osebo odstranit na varno mesto, ga priklopit na dihalni aparat. Poiskat takojšno zdravniško pomoč oseba naj bo na opazovanju najmanj 24 ur.
Zaužitje
Pri zaužitju pride do bolečin v ustih, bruhanje, bolečine v trebuhu, driske. V hudih primerih zaužitja lahko pride do smrti. Ob zaužitju osebi dati vodo, ne povzročat bruhanja. Osebi ne nudit umetnega dihanja usta na usta ali se doikat ustnic saj lahko pride do zastrupitve. Takoj poiskat zdravniško pomoč.
Stik s kožo in očmi:
Če pride do stika s snovjo lahko pride do kemičnih opeklin kože in roženice. Na očesih do začasne ali stalne izgube vida. Osebe kater delajo s snovjo naj ne nosijo kontaktnih leč. V primeru stika z očmi oči temeljito izprat s tekočo vodo vasj 15 minut. Če snov pride na kožo odstranit oblačilo ter sprat z vodo. V obeh primerih poiskat takojšno zdravniško pomoč.

## Ukrepi ob požaru:
Posebne nevarnosti
NEGORLJIV Plin je težji od zraka zato se pri izhajanju nahaja pri tleh.
Primerna sredstva za gašenje
Za zmanjševanje uhajanja plina jeklenše škropit s fino razpršeno vodo iz zavetrnega položaja ali CO2 gasilnikom ali gasilno peno.
Posebna zaščitna oprema za gasilce:
Zaščitna oprema za dihala ter posebna obleka ki je odporna na kemikalije.

## Ukrepi ob nezgodnih izpustih
Izpraznit prostor ter ga dobro prezračit.
Previdnostni ukrepi, ki se nanašajo na ljudi:
Pri delu pazimo, da sredstvo ne pride v stik z očmi, da ne pade na kožo ali obleko. Med delom s snovjo ne smemo ne piti, jesti ali kaditi.
Ekološki zaščitni ukrepi 
Ne dopustimo izpust snovi v odtoke površinske vode ter podtalnice. 

## Ravnanje z nevarno snovjo/pripravkom in skladiščenje
Ravnanje
Občutljiva na svetlobo, zrak in temperaturo.
 Skladiščenje
Sredstvo hranimo v izvirni zaprti embalaži v suhem in hladnem, zračnem prostoru. Posode morajo biti tesno zaprte. Temperatura skladiščenja naj bo od 0 do 54o C

## Nadzor nad izpostavljenostjo/varnost in zdravje pri delu
Potrebna so obvezna zaščitna očala, rokavice iz teflona, zaščitna obutev ter obleka. Na voljo za uporabo naj bo obrazna zaščitna maska A ali C kategorije v primeru izhajanja plina. Nameščeni naj bodo varnostni tuši ter umivalniki za pranje obraza. Zagotovljeno mora biti ustrezno zračenje.

## Fizikalne in kemijske lastnosti
Vodikov jodid je brezbarven plin kateri reagira ob stiku s kisikom ter tvori vodo in jod. Ob stiku z vlažnim zrakom se spremeni v vodikojodidno kislinsko meglo. Izjemno je topen v vodi pri čemer tvori vodikojodidno kislino(1l vode raztopi 425l plinastega Hl).

## Obstojnost in reaktivnost
Reagira z večino kovin ob prisotnosti vlage. Z vodo povzroči hitro korozijo nekaterih kovin.
Nezdružljiv je z močnimi oksidanti, bazami, fluorom, kalij, dušikovo kislino. Napada naravni kaučuk.

## Toksikološki podatki
Lahko povzroči prirojene napake pri nosečnicah na fetus.

## Ekotoksikološki podatki
Lahko povzroči spremembe pH v vodno ekoloških sistemih.

## Odstranjevanje
Prezračit prostor, opremo ter okolico sprati z veliko količino vode.

## Transportni podatki
Izogibat se prometa na vozilih, katerih tovor ni prostorsko ločen od voznikove kabine. Tovor sme prevažat le usposobljena oseba ki v primerih nesreče ali izhajanje plina ve kaj narediti.
Pred pričetkom transporta se preveri ali so posode pravilno pritrjene, ventili jeklenke zaprti ter da ne puščajo, zagotoviti pravilno zračenje, da ima voznik ustrezno zaščitno opremo.

## Druge informacije
[[Kategorija:]]